# Финале Свјетског првенства у фудбалу 2018.
Финале Свјетског првенства у фудбалу 2018. била је фудбалска утакмица која је одлучила побједника Свјетског првенства 2018. То је било 21. финале Свјетског првенства, турнира у коме учествују фудбалске репрезентације чланице ФИФЕ. Финална утакмица је одиграна на стадиону Лужњики у Москви, Русија, 15. јула 2018. Титулу је освојила репрезентација Француске, која је побиједила Хрватску са 4:2.
Прије 2018, Француска је једини пут освојила Свјетско првенство 1998, док је такође играла финале 2006, а Хрватска је играла у финалу по први пут. На путу до финала, обје репрезентације побиједиле су некадашње свјетске прваке: Француска је побиједила Уругвај, Хрватска је побиједила Енглеску, а обје репрезентације су побиједиле Аргентину. Хрватска је постала трећа репрезентација из Источне Европе која је стигла до финала и прва након Чехословачке, која је у финалу 1962 изгубила од Бразила 3:1.
Француска је побиједила 4:2; водила је на полувремену 2:1, након аутогола Марија Манџукића, што је био први аутогол у финалима, и пенала који је досуђен уз коришћење ВАР технологије. Француска је постала друга репрезентација која је побиједила на свакој утакмици елиминационе фазе без продужетака или пенала, након Бразила 2002. Финале је путем телевизије и стриминг платформи пратило 1,2 милијарде људи.

## Стадион
Финална утакмица Свјетског првенства 2018. одиграна је на стадиону Лужњики у Москви, лоцираном у округу Хамовники, у Централном административном округу. За домаћина финала Свјетског првенства 2018, стадион Лужњики изабран је 14. децембра 2012, након састанка извршног комитета ФИФЕ у Токију. Стадион је био домаћин још четири друге утакмице, укључујући и прву утакмицу на првенству 14. јуна, као и другу полуфиналну утакмицу 11. јула.
Стадион Лужњики, раније познат као Велика арена централног Лењин стадиона до 1992, отворен је 1956. године као дио олимпијског комплекса Лужњики. Лужњики је национални стадион Фудбалске репрезентације Русије, на коме су одигране бројне утакмице Русије, као и Совјетског Савеза. Раније, стадион је као домаћи користило неколико клубова: ЦСКА Москва, Торпедо Москва и Спартак Москва, ипак тренутно га не користи ниједан клуб.
Стадион Лужњики је прије Свјетског првенства у фудбалу 2018, угостио бројне друге међународне догађаје. Био је главни стадион на Олимпијским играма 1980; на њему су одржане церемоније отварања и затварања игара, као и такмичења у атлетици, фудбалу (четири утакмице, укључујући финале) и индивидуалне коњичке скокове. Стадион је био домаћин финала Купа УЕФА 1999, као и финала Лиге шампиона 2008. Од других такмичења, на Лужњики стадиону одржана је Спартакијада, финале Свјетског првенства у хокеју на леду 1957, Љетња универзијада 1973, Игре пријатељства 1984, Игре добре воље 1986, Свјетске игре младих 1998, Свјетско првенство у рагбију седам 2013, као и Свјетско првенство у атлетици на отвореном 2013.
На стадиону су своје концерте одржали бројни музичари, као што су Мајкл Џексон, Ролингстонси, Мадона, Металика, U2 и Ред хот чили пеперс. Московски музички фестивал мира одржан је на стадиону 1989.
Као стадион четврте категорије, Лужњики је био највећи на Свјетском првенству 2018, са максималним капацитетом 81.006. Стадион је такође највећи у Источној Европи и осми највећи у Европи. Као дио кандидатуре Русије за Свјетско првенство, стадион је реконструисан и проширен; радови су започети у августу 2013. Самоодржива конструкција је сачувана, као и историјски чеони дио стадиона. Реконструкција је завршена 2017, а радови су коштали 350 милиона евра.

## Позадина
Након што су Уругвај и Бразил елиминисани у четвртфиналу, у полуфиналу су учествовале четири европске репрезентације, што је значило да ће репрезентације из Европе освојити Свјетско првенство четврти пут заредом. Утакмица је такође била девето финале у којем су играле двије европске репрезентације, након финала првенства 2006. и 2010.
Финале је било треће за Француску, која је претходно играла финале 1998, у којем је побиједила Бразил 3:0 и 2006, у којем је изгубила од Италије након једанаестераца, док је у регуларном дијелу било 1:1. Више финала од Француске од репрезентација из Европе играле су само Њемачка (осам) и Италија (шест). Селектор Француске, Дидје Дешан, постао је четврта особа која је стигла до финала Свјетског првенства и као играч и као селектор, након Франца Бекенбауера, Рудија Фелера и Марија Загала.
Утакмица је била прво финале Свјетског првенства за Хрватску, на петом наступу на првенству. Хрватска је постала десета репрезентација из Европе и укупно 13. репрезентација која је стигла до финала, као и први дебитант у финалу након Шпаније 2010. Са становништвом од 4,17 милиона, Хрватска је друга држава са најмањом популацијом становништва која је играла у финалу, након Уругваја, који је играо у финалу 1930. и 1950. Претходно најбољи резултат Хрватске било је треће мјесто на првенству 1998, на којем је дебитовала. У полуфиналу је изгубила од Француске 1:0, док је у утакмици за треће мјесто побиједила Холандију 2:1.
Финале је била шеста утакмица између Француске и Хрватске, у којима је Француска остварила три побједе, уз два ремија. Први пут играли су у полуфиналу Свјетског првенства 1998, гдје је Француска побиједила 2:1. Једину другу такмичарску утакмицу одиграли су у групној фази Европског првенства 2004, која је завршена ремијем 2:2. Последњу утакмицу прије финала одиграли су у марту 2011. године.

## Пут до финала
| Екипа      | И | П | Н | ПР | ДГ | ПГ | ГР | Бод. |
| ---------- | - | - | - | -- | -- | -- | -- | ---- |
| Француска  | 3 | 2 | 1 | 0  | 3  | 1  | +2 | 7    |
| Данска     | 3 | 1 | 2 | 0  | 2  | 1  | +1 | 5    |
| Перу       | 3 | 1 | 0 | 2  | 2  | 2  | 0  | 3    |
| Аустралија | 3 | 0 | 1 | 2  | 2  | 5  | −3 | 1    |

| Екипа     | И | П | Н | ПР | ДГ | ПГ | ГР | Бод. |
| --------- | - | - | - | -- | -- | -- | -- | ---- |
| Хрватска  | 3 | 3 | 0 | 0  | 7  | 1  | +8 | 9    |
| Аргентина | 3 | 1 | 1 | 1  | 3  | 5  | -2 | 4    |
| Нигерија  | 3 | 1 | 0 | 2  | 3  | 4  | -1 | 3    |
| Исланд    | 3 | 0 | 1 | 2  | 2  | 5  | −3 | 1    |

## Утакмица

### Детаљи
| Француска                                                            | 4:2       | Хрватска                   |
| -------------------------------------------------------------------- | --------- | -------------------------- |
| Манџукић 18’ (аутогол) · Гризман 38’ (пенал) · Погба 59’ · Мбапе 65’ | Извјештај | Перишић 28’ · Манџукић 69’ |

| Француска | Хрватска |

| Г           | 1  | Иго Лорис (к)   |     |     |
| ДБ          | 2  | Бенжамен Павар  |     |     |
| ЦБ          | 4  | Рафаел Варан    |     |     |
| ЦБ          | 5  | Самуел Умтити   |     |     |
| ЛБ          | 21 | Лукас Ернандез  | 41’ |     |
| В           | 6  | Пол Погба       |     |     |
| В           | 13 | Нголо Канте     | 27’ | 55’ |
| ДК          | 10 | Килијан Мбапе   |     |     |
| ОВ          | 7  | Антоан Гризман  |     |     |
| ЛК          | 14 | Блез Матуиди    |     | 73’ |
| Н           | 9  | Оливије Жиру    |     | 81’ |
| Измјене:    |    |                 |     |     |
| С           | 15 | Стивен Нзонзи   |     | 55’ |
| С           | 12 | Корентин Толисо |     | 73’ |
| Н           | 18 | Набил Фекир     |     | 81’ |
| Тренер:     |    |                 |     |     |
| Дидје Дешан |    |                 |     |     |

| Г            | 23 | Данијел Субашић  |       |     |
| ДБ           | 2  | Шиме Врсаљко     | 90+2’ |     |
| ЦБ           | 6  | Дејан Ловрен     |       |     |
| ЦБ           | 21 | Домагој Вида     |       |     |
| ЛБ           | 3  | Иван Стринић     |       | 81’ |
| В            | 7  | Иван Ракитић     |       |     |
| В            | 11 | Марцело Брозовић |       |     |
| ДК           | 18 | Анте Ребић       |       | 71’ |
| ОВ           | 10 | Лука Модрић (к)  |       |     |
| ЛК           | 4  | Иван Перишић     |       |     |
| Н            | 17 | Марио Манџукић   |       |     |
| Измјене:     |    |                  |       |     |
| Н            | 9  | Андреј Крамарић  |       | 71’ |
| Н            | 20 | Марко Пјаца      |       | 81’ |
| Тренер:      |    |                  |       |     |
| Златко Далић |    |                  |       |     |

| Играч утакмице: Антоан Гризман (Француска) | Правила утакмице - 90 минута. - 30 минута продужетака ако буде неријешено након 90 минута. - Једанаестерци уколико буде неријешено након продужетака. - Максимум три измјене у регуларном дијелу, док је четврта измјена дозвољена у продужецима. |